# قرار مجلس الأمن التابع للأمم المتحدة رقم 446
قرار مجلس أمن الأمم المتحدة رقم 446 الذي اعتمد في 22 مارس 1979، وقد ندد المجلس في هذا القرار بممارسة إسرائيل بناء المستوطنات في الأراضي العربية المحتلة منذ عام 1967 بما فيها القدس.

## نص القرار
مجلس الأمن
بعد الاستماع إلى بيان المبعوث الدائم للمملكة الأردنية والبيانات الأخرى التي قدمت أمام المجلس، نؤكد الحاجة الماسة لتحقيق سلام شامل وعادل ودائم في الشرق الأوسط،
ونؤكد مرة أخرى أن اتفاقية جنيف الرابعة المتعلقة بحماية الأشخاص المدنيين في الحرب والمؤرخة في 12 آب 1949 هي التي تنطبق على الأراضي العربية التي تحتلها إسرائيل منذ عام 1967، بما فيها القدس:
1. قرر المجلس أن سياسة إسرائيل وممارساتها في إقامة المستوطنات في الأراضي الفلسطينية والأراضي العربية الأخرى المحتلة منذ عام 1967 ليس لها شرعية قانونية وتشكل عقبة أمام تحقيق سلام شامل وعادل ودائم في الشرق الأوسط.
2. نشجب بشدة فشل إسرائيل في الالتزام بقرارات مجلس الأمن 237 (1967) المؤرخ في 14 حزيران 1967 و 252 (1968) المؤرخ في 21 أيار 1968 و 298 (1971) في 25 أيلول 1971، وقرارات الجمعية العامة 2253 و 2254 في (1967) و 33/113 المؤرخ في 18 كانون الأول 1978.
3. ندعو مرة أخرى إسرائيل بوصفها السلطة القائمة بالاحتلال، إلى التقيد الدقيق باتفاقية جنيف الرابعة (1949)، وإلغاء تدابيرها السابقة والامتناع عن اتخاذ أي إجراء من شأنه أن يؤدي إلى تغيير الوضع القانوني والطابع الجغرافي أو يؤثر ماديا على التكوين الديموغرافي للأراضي العربية المحتلة منذ 1967 وعلى وجه الخصوص (القدس)، وعدم نقل سكانها المدنيين.
4. تحدد لجنة مؤلفة من ثلاثة أعضاء في مجلس الأمن، ليتم تعيينهم من قبل رئيس المجلس بعد التشاور مع أعضاء المجلس، لدراسة الوضع المتعلق بالمستوطنات في الأراضي العربية المحتلة منذ عام 1967 بما فيها القدس.
5. نطلب من اللجنة أن تقدم تقريرها إلى مجلس الأمن بحلول 1 يوليو 1979.
6. نطلب من الأمين العام أن يقدم للجنة التسهيلات اللازمة لتمكينها من القيام بمهمتها.
7. نقرر إبقاء الحالة في الأراضي المحتلة تحت رقابة صارمة مستمرة والانعقاد في يوليو 1979 لمراجعة الوضع في ضوء النتائج التي توصلت إليها اللجنة.

## قرار مجلس الأمن رقم 446 واتفاقية جنيف الرابعة
يؤكد القرار 446 مرة أخرى أن اتفاقية جنيف الرابعة المتعلقة بحماية الأشخاص المدنيين في الحرب المؤرخة 12 آب عام 1949 تنطبق على الأراضي العربية التي تحتلها إسرائيل منذ عام 1967، بما فيها القدس". جاء في تقرير اعده توميس كابيتان مايلي:
«إن في نظر المجتمع العالمي أن وجود إسرائيل في الأراضي المحتلة يخضع للقانون الدولي وتحديدا اتفاقية جنيف الرابعة لعام 1949. والسماح باتخاذ تدابير للضرورة العسكرية، اتفاقية تحظر التعديلات في النظام القانوني، والنقل القسري للسكان المقيمين، وإعادة التوطين من جانب السلطة القائمة بالاحتلال داخل الأراضي المحتلة. إسرائيل انتهكت هذه الأحكام، ولكن تطبيقها على أساس أن الضفة الغربية هي المنطقة» المتنازع عليها«بدلا من تلك الأراضي المحتلة التي تعتبر طرفاً في اتفاقية جنيف».
لقد وضعت حجة إسرائيل ضد تطبيق الاتفاقية من قبل مئير شامغار ويستند هذا التفسير للمادة الثانية ونصها:
"بالإضافة إلى الأحكام التي تسري في وقت السلم، هذه الاتفاقية تنطبق على جميع حالات الحرب المعلنة أو أي اشتباك مسلح آخر ينشب بين طرفين أو أكثر من الأطراف السامية المتعاقدة، حتى لو كانت حالة لم يتم التعرف عليها كحالة حرب من قبل أي من الأطراف.
هذه الاتفاقية تنطبق أيضا على جميع حالات الاحتلال الجزئي أو الكلي لإقليم أحد الأطراف السامية المتعاقدة، حتى لو كان الاحتلال لم يواجه مقاومة مسلحة".
حجة الحكومة (لأول مرة من قبل موشي ديان في خطابه امام الأمم المتحدة في 1977, هو أن كلاً من الضفة الغربية وقطاع غزة وأراضي «السلطة المتعاقدة السامية» في ذلك الوقت كانت محتلة من قبل إسرائيل، وبالتالي فإن الاتفاقية لا تطبق.
في عام 1993 وافق مجلس الأمن الدولي «متصرفا بموجب الفصل السابع من ميثاق الأمم المتحدة» في تقرير من الأمين العام بما لايدع مجالا للشك أن القانون الواجب التطبيق في النزاعات المسلحة على النحو المنصوص عليه في اتفاقية جنيف في 12 آب 1949 واتفاقية لاهاي الرابعة (1907) أصبح جزءً من القانون الدولي العرفي، وقد وضعت في وقت لاحق من ضمن الانتهاكات للمبادئ الواردة في الاتفاقيات التي تدخل في اختصاص المحاكم الجنائية الدولية، بما في ذلك المحكمة الجنائية الدولية ليوغوسلافيا والمحكمة الجنائية الدولية السابقة.
وزارة الخارجية الإسرائيلية تقول ان المحكمة العليا في إسرائيل قضت بأن اتفاقية جنيف الرابعة، وبعض أجزاء من البروتوكول الإضافي الأول تعكس القانون الدولي العرفي الذي يطبق في الأراضي المحتلة. وقد كتب جرشوم جورينبرج ان الحكومة الإسرائيلية تعرف منذ البداية أن إنشاء مستوطنات مدنية في الأراضي الخاضعة لإدارة قوات الدفاع الإسرائيلية يعد انتهاكاً لاتفاقية جنيف، وأوضح ان المستشار القانونيٍٍٍٍ لوزارة الخارجية تيودور ميرون وهو خبير بعلاقات إسرائيل الدولية، انه قد كتب مذكرة سرية في 1967 للسيد عدي يافي (الأمين السياسي لرئيس الوزراء) بشأن «الاستيطان في الأراضي التي تديرها» قال «استنتاجي هو ان مستوطنة مدنية في الأراضي التي تديرها يخالف أحكام صريحة من اتفاقية جنيف الرابعة».
كتب موشيه دايان مذكرة سرية في عام 1968 باقتراح تسوية ضخمة في المناطق، قال «توطين الإسرائيليين في الأراضي كما هو معروف يتعارض مع الاتفاقيات الدولية، ولكن ليس هناك شيء جديد عن ذلك.»
موقف إسرائيل لم يكن مقبولا من قبل اللجنة الدولية للصليب الأحمر، كما أنها لم توافق عليه الأطراف السامية المتعاقدة الأخرى على اتفاقية جنيف الرابعة. المادة 1 من الاتفاقية تنص على أن «تتعهد الأطراف السامية المتعاقدة باحترام وضمان احترام الاتفاقية في جميع الظروف» (خطاب شديد اللهجة).
يوم 15 يوليو 1999 اجتمع مؤتمر للأطراف السامية المتعاقدة على اتفاقية جنيف الرابعة في مقر الأمم المتحدة في جنيف، واستبعد أن الاتفاقية لم تطبق في الأرض الفلسطينية المحتلة، بما فيها القدس. وفي عام 2001 في مؤتمر ليوم واحد من الأطراف السامية المتعاقدة، 114 بلدا اعتمدت اعلاناً يتكون من ثلاث صفحات ينص على إعادة التأكيد على أن أحكام الاتفاقية تنطبق على الأراضي الفلسطينية.
في أغسطس 2004 فريق من وزارة العدل الإسرائيلية شكله المدعي العام مناحيم مازوز لدراسة العواقب المترتبة على الحكم الذي أصدرته محكمة العدل الدولية وأوصى الفريق بأنه «يجب ان تنظر الحكومة الإسرائيلية في تطبيق اتفاقية جنيف الرابعة على الضفة الغربية وقطاع غزة».
وتقول إسرائيل انها لم تنتهك الاتفاقية بناءً على مايلي:
أولاً: تم إنشاء ماورد في الاتفاقية على أساس الحرب العالمية الثانية فقط.
ثانياً: الغرض منه هو تغطية النقل القسري وحماية السكان المحليين من التشرد. المادة 49 (1) من الاتفاقية تغطي على وجه التحديد «النقل القسري الشامل أو الفردي» في حين أن الإسرائيليين الذين يعيشون في المستوطنات هناك انتقلوا طواعية، وتجادل إسرائيل بأنها لاتقصد من المستوطنات تهجير الفلسطينيون من المنطقة وأنه لم ينتج عن ذلك أي تهجير في أي وقت مضى. ومع ذلك، فإن المادة 49 (6) تحظر على الإسرائيليين «نقل أجزاء من سكانها المدنيين إلى الأراضي التي تحتلها» لتغطية المستوطنات الإسرائيلية.
ثالثا: تدعي إسرائيل أن بعض المستوطنين عادوا إلى المناطق التي توجد بها المستوطنات اليهودية (قبل عام 1948) مثل (غوش عتصيون) وبالتالي فهي قضية مختلفة تماما.
رابعا: تدعي إسرائيل أن اتفاقية جنيف لا تنطبق إلا في غياب مبعوث السلام بين قوتين للموافقة على الاتفاقية. منذ اتفاق أوسلو ترك قضية المستوطنات التي سيتم التفاوض بشأنها في وقت لاحق، أنصار هذا الرأي يقولون ان الفلسطينيين قبلوا الوجود المؤقت للمستوطنات الإسرائيلية في انتظار مزيد من المفاوضات، لا يوجد أي أساس لإعلان عدم الشرعية.